# ГАЕС Окуйосіно
ГАЕС Окуйосіно (яп. 奥吉野発電所, Окуйошіно хацуденшьо, Гепберн: Okuyoshino hatsudensho) — гідроакумулювальна електростанція в Японії на острові Хонсю.
Нижній резервуар станції створили на річці Асахі (у верхній течії Сорамуно), яка впадає до Тоцукави (таку назву носить верхня течія Кумано, котра впадає до Тихого океану за два десятки кілометрів від південної околиці міста Кумано). Тут звели бетонну аркову греблю висотою 86 метрів та довжиною 199 метрів, яка потребувала 147 тис. м3 матеріалу. Вона утримує водосховище з площею поверхні 0,56 км2 та об'ємом 15,9 млн м3 (корисний об'єм 12,5 млн м3), в якому припустиме коливання рівня в операційному режимі між позначками 430 та 462 метрів НРМ.
Верхній резервуар створили на Сето-Танігава, правій притоці Асахі. Тут звели кам'яно-накидну греблю висотою 111 метрів та довжиною 343 метра, яка потребувала 3,7 млн м3 матеріалу. Вона утримує водосховище з площею поверхні 0,52 км2 та об'ємом 16,9 млн м3 (корисний об'єм 12,5 млн м3).
Від верхнього резервуару до машинного залу прямують два тунелі довжиною по 0,7 км з діаметром 5,3 метра, які переходять у шість напірних водоводів довжиною по 0,9 км зі спадаючим діаметром від 5,3 до 4,3 метра. З'єднання із нижнім резервуаром забезпечується через шість тунелів довжиною дещо менше за дві сотні метрів кожен з діаметром 3,1 метра. В системі також працюють два вирівнювальні резервуари висотою по 98 метрів з діаметром 5 метрів.
Основне обладнання станції становлять шість оборотних турбін типу Френсіс загальною потужністю 1242 МВт (номінальна потужність станції рахується як 1206 МВт), які використовують напір у 505 метрів.